# Elefant african
Elefantul african (Loxodonta) este un gen de mamifere din familia Elephantidae, ordinul Proboscidea. Genul de elefanți constă din două specii extante: Loxodonta africana și Loxodonta cyclotis, celelalte specii fiind dispărute. Loxodonta este unul din cele două genuri existente din familia Elephantidae, cel de-al doilea fiind Elephas. Fosile de Loxodonta au fost descoperite doar în Africa, datând din Pliocenul mijlociu.